# Radio Ri
Radio Ri war ein Ostschweizer Radiosender. Das Sendegebiet reicht von Chur über das Sarganserland bis zum Walensee sowie bis zum Bodensee. Er fusionierte 2008 mit Radio Aktuell zu Radio FM1. Radio Ri wurde 2006 mit dem Preis «Radio of the Year» ausgezeichnet, da er gemäss Publica Data den höchsten Zuwachs an Hörern in der ganzen Schweizer Radiolandschaft aufweisen konnte.

## Geschichte
Gehört werden konnte der Radiosender auf sieben Frequenzen. Der Sendeort lag in Buchs SG. 
Gesendet wurde ab 1986, zunächst unter dem Sendernamen Radio Gonzen. In Altstätten wurde anschliessend eine Tochterstation unter dem Namen Radio Rheintal aufgebaut. Die beiden Sender wurden später zu Radio Ri fusioniert.
Am 23. November 2006 übernahm die St. Galler Tagblatt AG die Aktienmehrheit von Radio Ri. Mit dieser Übernahme will die St. Galler Tagblatt AG die langfristige Entwicklung von Radio Aktuell und Radio Ri sichern. Im Zuge der Neuordnung der Radioempfangsgebiete per 2008 war ein gemeinsames Konzessionsgebiet mit weiterhin starker lokaler Verankerung an den beiden Standorten Buchs und St. Gallen geplant.
Für die St. Galler Tagblatt AG war diese Zusammenarbeit zukunftsweisend: Die beiden Radios erreichen zusammen gegen 140 000 Hörer und damit eine Grösse, die es erlaubt, sich auch den neuen Herausforderungen der Digitalisierung und der sich rasant ändernden Mediennutzung zu stellen. Zum Übernahmepreis für das Aktienpaket wurde Stillschweigen vereinbart.
In einer Medienmitteilung vom 17. Dezember 2007 wurde bekannt, dass Radio Aktuell und Radio Ri ab Mai 2008 verschmelzen werden. Der 24-Stunden Sendebetrieb von Radio Ri wird im Mai 2008 eingestellt. Es wird lediglich noch ein Fensterprogramm produziert. Der Rest wird von St. Gallen aus gesendet.
Radio Ri heisst seit dem 7. Mai 2008 Radio FM1.